# Chiesa di San Francesco (Monterosso al Mare)
La chiesa di San Francesco con annesso il convento dei cappuccini sono luoghi di culto cattolici situati, nel comune di Monterosso al Mare, lungo il pendio del colle di San Cristoforo, in provincia della Spezia.
Il convento dei frati cappuccini di Monterosso si è classificato al 1º posto nel VII censimento nazionale de "I luoghi del cuore 2014" del FAI - Fondo per l'Ambiente italiano con 110.341 segnalazioni. 

## Storia e descrizione

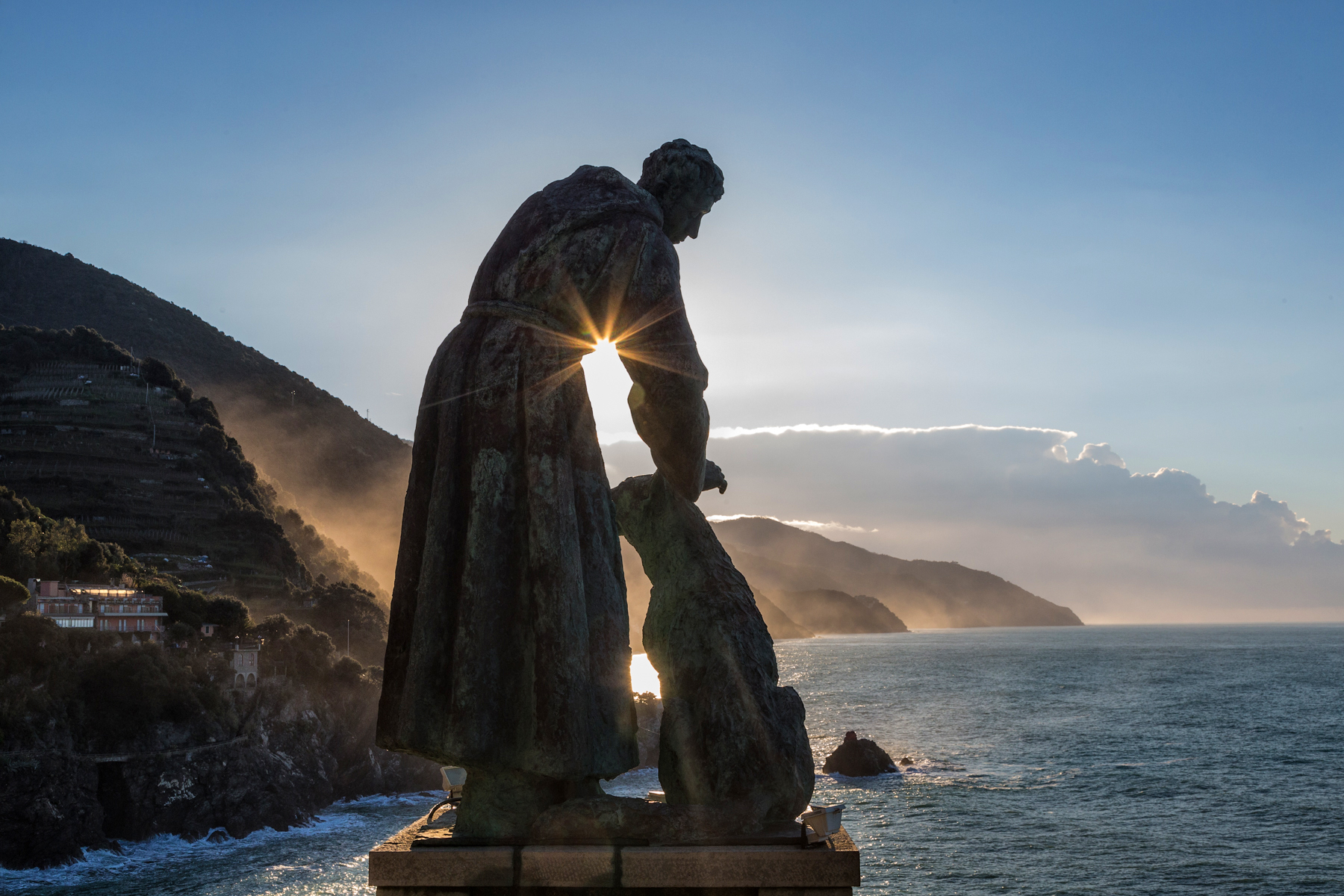
La statua di san Francesco d'Assisi, opera di Silvio Monfrini, nel piazzale del complesso.

Edificato sul colle che divide i due centri di Fegina e Monterosso al Mare, l'intero complesso conventuale, con annessa la chiesa in stile francescano, furono costruiti a partire dal 1619 fino al 1622, anno che vide, il 28 marzo, l'apertura del sito all'ordine religioso. La chiesa è stata consacrata nel 1623 dal vescovo di Luni e Sarzana monsignor Giovanni Battista Salvago.
Con l'avvento della dominazione napoleonica, tra il finire del XVIII secolo e l'inizio del XIX secolo, il complesso religioso fu confiscato ai francescani (1810) e convertito a sede di una guarnigione della Repubblica Ligure nel Primo Impero francese. Il 1816, dopo la caduta di Napoleone Bonaparte, fu l'anno del ritorno dei frati.
All'interno della chiesa sono conservate diverse opere pittoriche e scultoree quali: un Martirio dei santi cappuccini sulla controfacciata (XVIII secolo), un Cristo schernito di Bernardo Castello e una tela della Crocifissione da taluni attribuita al celebre pittore fiammingo Antoon van Dyck o semplicemente ad un ignoto pittore ligure del XVII secolo che s'ispirò alla tecnica del maestro.

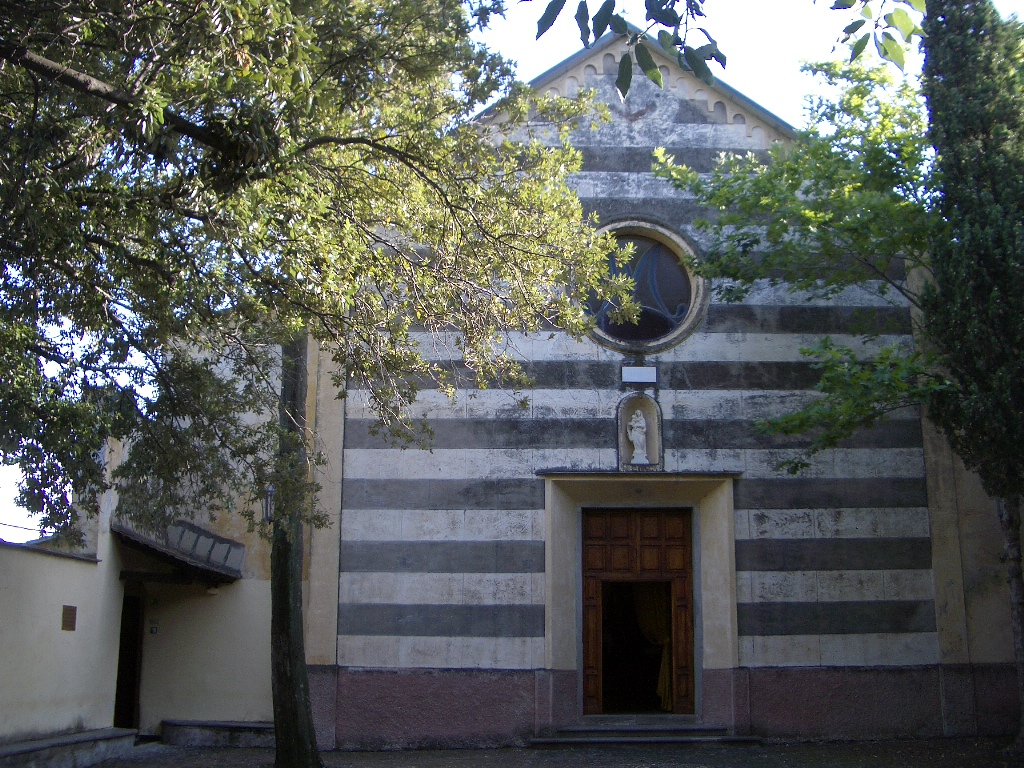
La facciata del convento

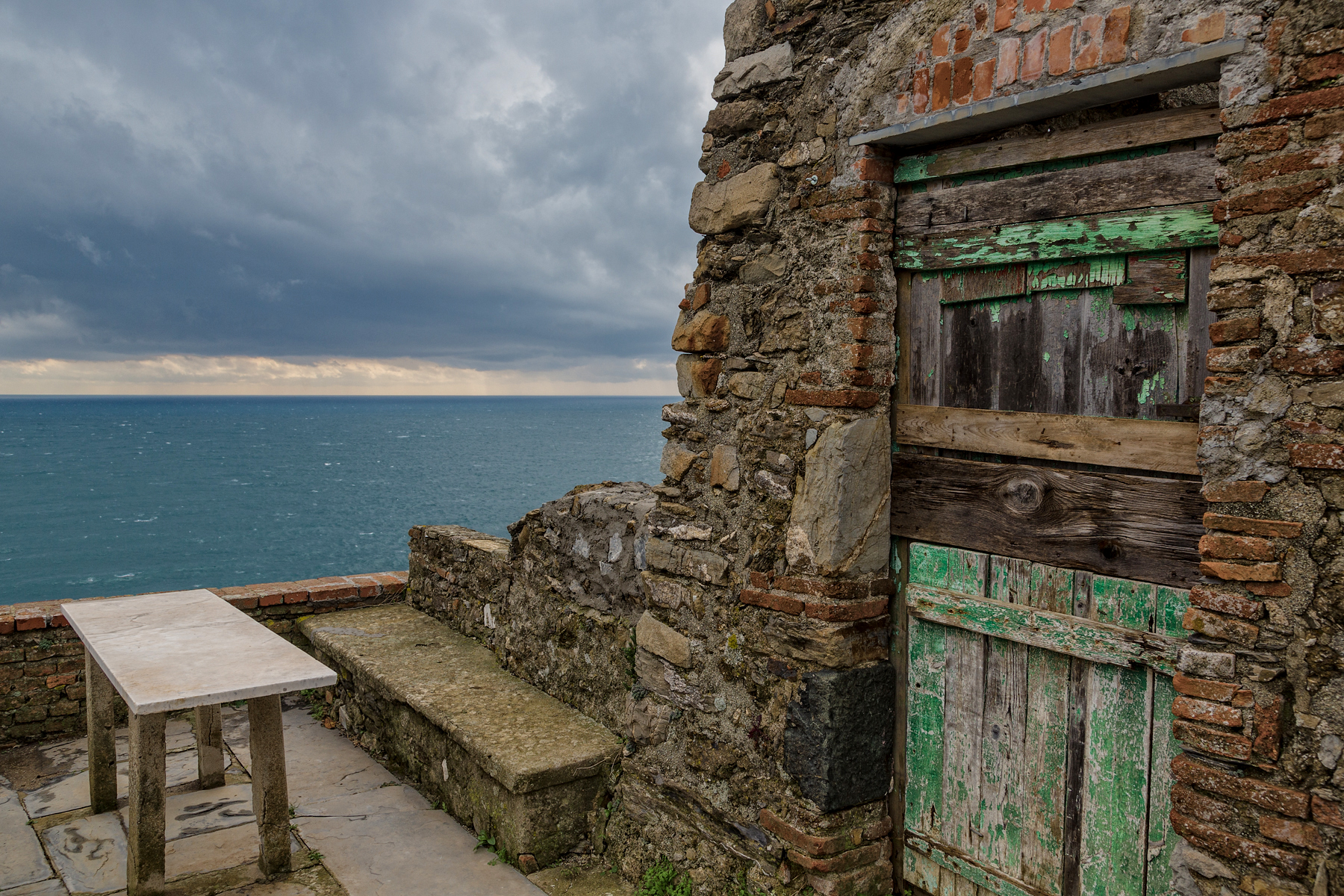
Inquadratura suggestiva dal "pensatoio", nel convento.

Nella zona del presbiterio sono ancora custodite quattro opere dei pittori Giuseppe Palmieri (L'Immacolata con i santi Fedele e Felice), Luca Cambiaso (Pietà e San Gerolamo penitente) e Bernardo Strozzi (La Veronica).
Un recente intervento di restauro del 2023 ha scoperto, ai lati della pala d'altare e celati da dipinti del XVII secolo, due casse settecentesche con le reliquie di martiri romani Albina, Palmazio, Quintiliano e Vittorino.
Il 22 marzo 2013 una frana ha distrutto l'orto, il giardino del convento e lo storico muraglione, quest'ultimo alto circa 10 m. e costruito in pietrame e malta cementizia facente parte delle pertinenze del convento che nella costruzione originale è attribuibile al XVII secolo, ma che nel corso dei secoli subì rimaneggiamenti e modifiche in vari punti. La frana e circa 200 m3 tra i detriti del muro e parte del terreno dell'orto si sono riversati in gran parte sulla sottostante strada carrabile di collegamento tra l'abitato di Fegina ed il centro storico monterossino.